# Paweł Gwiazdoń
Paweł Gwiazdoń (ur. 3 września 1991) – polski lekkoatleta specjalizujący się w biegu na 400 metrów przez płotki.
Zawodnik klubów: Budomark Mysłowice (2007-2009), MOSiR Mysłowice (2009), AZS-AWF Katowice (od 2010). Brązowy medalista mistrzostw Polski w biegu na 400 metrów przez płotki (2015). Młodzieżowy mistrz Polski (2012) oraz brązowy medalista młodzieżowych mistrzostw Polski w biegu na 400 metrów i w sztafecie 4 x 400 metrów (2013). Uczestnik młodzieżowych mistrzostw Europy w Tampere (2013). 
Rekordy życiowe: 400 metrów - 47,41 (2013), 400 metrów przez płotki - 51,08 (2016)